# Too Late for Love
Too Late for Love ist ein Lied des schwedischen Sängers John Lundvik. Mit ihm gewann er das Melodifestivalen 2019 und vertrat Schweden beim Eurovision Song Contest 2019 in Tel Aviv, Israel.

## Musik und Text
Es handelt sich um einen Popsong mit Soul-Einflüssen und Gospel-ähnlichem Hintergrundgesang. Lundvik wird dabei von vier Backgroundsängerinnen begleitet. Das Lied beginnt mit einem ruhigen Intro und wird dann zu einem schnelleren Popsong. Der Sänger stellt im Refrain die Frage, ob es „zu spät für die Liebe“ ist.

## Hintergrund
Too Late for Love wurde von John Lundvik, Anderz Wrethov und Andreas „Stone“ Johansson geschrieben. Der Song wurde zum ersten Mal beim Melodifestivalen 2019 aufgeführt und erreichte dort das Finale. Es war die zweite Teilnahme von Lundvik an der schwedischen Eurovision-Auswahl. Er nahm mit dem Song am vierten Halbfinale des Melodifestivalen 2019 teil, das am 23. Februar 2019 in der Sparbanken Lidköping Arena stattfand. Das Lied wurde zuletzt im Halbfinale aufgeführt und es qualifizierte sich direkt für das Finale. Am 9. März, während des Finales in der Friends Arena in Stockholm, spielte Lundvik das Lied auf dem zehnten Platz der Startreihenfolge. Too Late for Love gewann die Auswahl mit 96 Punkten von der internationalen Jury und 85 Punkten aus der öffentlichen Abstimmung und erhielt insgesamt 181 Punkte.

## Veröffentlichung und Rezeption
Too Late for Love wurde am 23. Februar 2019 veröffentlicht. Es ist Lundviks erste Single seit My Turn und erreichte im März 2019 den ersten Platz in der schwedischen Single-Charts Sverigetopplistan.

## Eurovision Song Contest
Das Lied wurde vorab zu den Favoriten gezählt. Laut.de schrieb, Lundvik habe seine „Hausaufgaben“ gemacht, kritisierte allerdings den „äußerst simpel gestrickten Refrain“. „Für die vorderen Plätze sollte es damit reichen, für den ganz großen Coup ist der Song musikalisch dann aber doch etwas zu ausrechenbar.“
Das Lied wurde am 16. Mai 2019 an achter Stelle des zweiten Halbfinales des Eurovision Song Contest in Tel Aviv, Israel, aufgeführt und erreichte Platz drei. Lundvik trat mit dem Song im Finale unter anderem gegen den britischen Beitrag Bigger Than Us an, der ebenfalls von ihm mitgeschrieben wurde und ursprünglich von ihm beim Melodifestivalen aufgeführt werden sollte; dieser kam allerdings im Finale auf den letzten Platz. Too Late for Love hingegen erreichte, an neunter Stelle gesungen, Platz fünf von 26 mit 334 Punkten.

## Kommerzieller Erfolg
| ChartsChartplatzierungen | Höchstplatzierung | Wochen |
| ------------------------ | ----------------- | ------ |
| Schweden (GLF)           | 1 (26 Wo.)        | 26     |
| Schweiz (IFPI)           | 20 (1 Wo.)        | 1      |